# عبوة المشروبات
عبوة المشروبات (أو علبة المشروبات) عبارة عن حاوية معدنية مصممة لاحتواء جزء ثابت من السائل مثل المشروبات الغازية والمشروبات الكحولية وعصائر الفاكهة والشاي وشاي الأعشاب ومشروبات الطاقة وغيرها. علب المشروبات مصنوعة من الألومنيوم (75 ٪ من الإنتاج العالمي) أو الفولاذ المطلي بالقصدير (25٪ من الإنتاج العالمي). يبلغ الإنتاج العالمي لجميع علب المشروبات حوالي 370 مليار علبة سنويًا في جميع أنحاء العالم.
عبوة المشروبات غالبًا ما تكون المشروبات مغلفة ومحاطة بعلبة معدنية أو غير معدنية، يرسم على العلبة بعض الرسومات الجذابة، وتكمن أهمية الرسومات في أنها تجذب الزبائن وتعطي للعلبة رونق وشكل خاص.ويراعى في تصميم العلبة أنها تسع المشروب كاملًا وأيضا تتحمل الضغط داخل العلبة، ويفضل أن يكون أسفل العلبة قاعدة ليسمح للعلبة بالاستقرار على الأرض.
وقد أضيفت خاصية للعلب في الآونة الأخيرة وهي إمكانية فتح العلبة بدون نزع الغطاء وتكون بإزاحتة قليلا عن موضعه وبقائه في العلبة وذلك لعدم تلويث البيئة.

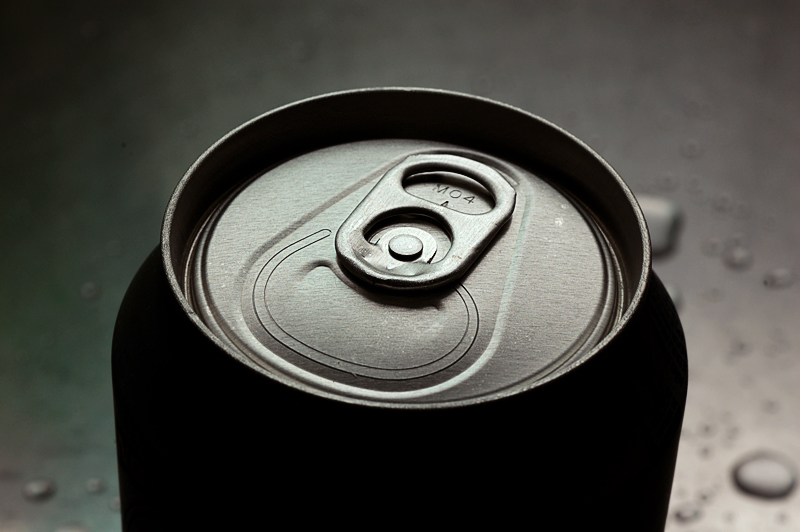
آلية فتح الغطاء المميزة لمعظم علب المشروبات منذ منتصف الثمانينات. تم طرح النسخة "الواسعة الفم" ، التي تُرى هنا ، في أواخر التسعينيات.

فتح علبة المشروبات

## التاريخ
بدأت أول بيرة تجارية متاحة في علب في عام 1935 في ريتشموند، بولاية فرجينيا. بعد ذلك بوقت قصير، كانت المشروبات الغازية، مع حموضتها الأعلى وضغوطها العالية إلى حد ما، متوفرة في العلب. كان التطور الرئيسي لتخزين المشروبات في العلب هو البطانة الداخلية، وهي عادةً من البلاستيك أو في بعض الأحيان مادة شمعية، مما ساعد على الحفاظ على نكهة المنتج من التعرض للتلف الكيميائي مع المعدن. عامل رئيسي آخر للتوقيت كان إلغاء الحظر في الولايات المتحدة في نهاية عام 1933.
في عام  1935، كان مصنع الجعة فيلينلفويل في فينيلفويل في ويلز وأول مصنع بيرة خارج الولايات المتحدة الأمريكية ينتج البيرة في عبوات تجاريا. قبل هذا الوقت، كانت البيرة متاحة فقط في براميل أو في الزجاجات. منذ  هذا الوقت، يمكن استخدام عبوات البيرة خفيفة الوزن. كان فيلينفويل موردًا رئيسيًا للقوات المسلحة البريطانية في الخارج في الحرب العالمية الثانية - حيث كان بإمكان العلب توفير مساحة كبيرة ووزن للصادرات في زمن الحرب مقارنة بالزجاجات الزجاجية، ولم يكن من الضروري إعادتها لإعادة التعبئة.
العبوات في وقت مبكر لم يكن بها الغطاء الذي يُسحَب للفتح، بدلًا منها كانت سدادة القنينة (كانت كزجاجة البيرة في الأعلى). جميع البيرة المعلبة الحديثة في المملكة المتحدة تنحدر من هذه العلب الصغيرة المبكرة التي ساعدت على تغيير عادات شرب الكحول والبيرة لدى الجمهور البريطاني. من القرن الثامن عشر حتى أوائل القرن العشرين، كانت ويلز تهيمن على إنتاج الصفيح العالمي، وبلغت ذروتها في أوائل ثمانينيات القرن التاسع عشر عندما تم إنتاج 80٪ من صفيح العالم في جنوب ويلز.
كانت المشروبات المعلبة مغلقة في المصنع وتطلب أداة فتاحة خاصة لاستهلاك المحتويات. تم تشكيل العلب بشكل نموذجي على شكل اسطوانات، مع وجود قمة مسطحة وقاع مسطح. تطلبوا مثقاب العبوات، المعروف بالعامية باسم «مفتاح الكنيسة»، الذي أغلق على الحافة العلوية لرفعها، رفع المقبض من شأنه أن يضغط بقوة على  الطرف الحاد من خلال الجزء العلوي من العلبة، وقطع ثقب على شكل مثلث. وعادة ما يتم ثقب ثقب ثان أصغر في الجانب المقابل من الأعلى ليمر الهواء بينما يصب، مما يسمح للسائل بالتدفق بحرية.
في منتصف ثلاثينيات القرن العشرين، تم تطوير بعض العبوات لتصبح بغطاء ليكون الصب منها أسهل وأشبه بالصب من الزجاجة. هؤلاء أُطلق عليهم «قمة الكوز» حيث أن كان لديهم طرف مخروطي حتى القطر الأصغر من الغطاء. تم غلق العبوات التي غطاها مخروط من خلال الغطيان نفسها التي وضعت على الزجاجات، ويمكن فتحها باستخدام نفس أداة فتاحة الزجاجة. كان هناك ثلاثة أنواع من الأغطية، حجم كبير، حجم صغير، وعلى شكل صنبور. كان شكل الصنبور والحجم الصغير هم الأقدم، ويرجع تاريخهم إلى حوالي عام 1935. كانت العبوات القممية نوع مختلف من العبوات التي تم صنعها من الفولاذ مع غطاء سفلي.  تم تطويرها من قبل شركة كراون كورك اند سيل (المعروفة الآن باسم ممتلكات كراون) وهي شركة رائدة في مجال تعليب المشروبات وانتاج المشروبات المعلبة. استخدمت مصانع الجعة المختلفة العبوات القممية (قمتها مخروطة) والقمم المخروطة حتى أواخر 1950، ولكن تبقى العديد من مصانع الجعة التي تستخدم علب أسطوانية بسيطة.
كانت شعبية المشروبات المعلبة بطيئة، حيث كان من الصعب التغلب على الطعم المعدني مع عدم اكتمال المزيج الداخلي، ولا سيما مع المشروبات الغازية الحمضية. العبوات لها ميزتان عن الزجاجات. لأول مرة بالنسبة للموزعين، كانت العلب المسطحة أصغر حجمًا للنقل والتخزين ووزن أقل من الزجاجات. ثانيًا بالنسبة للمستهلكين، لم يطلبوا دفع الوديعة عادة للزجاجات، حيث تم التخلص منها بعد الاستخدام. تم استرداد رواسب الزجاجات عندما أعاد المستهلكون الفوارغ إلى المتجر.
في الوقت الذي دخلت فيه الولايات المتحدة الحرب العالمية الثانية، كانت عبوت المشاريب قد اكتسبت نحو عشرة في المائة فقط من سوق حاويات المشروبات. تم تخفيض هذا بشكل كبير خلال الحرب لاستيعاب الاحتياجات الاستراتيجية للمعادن.

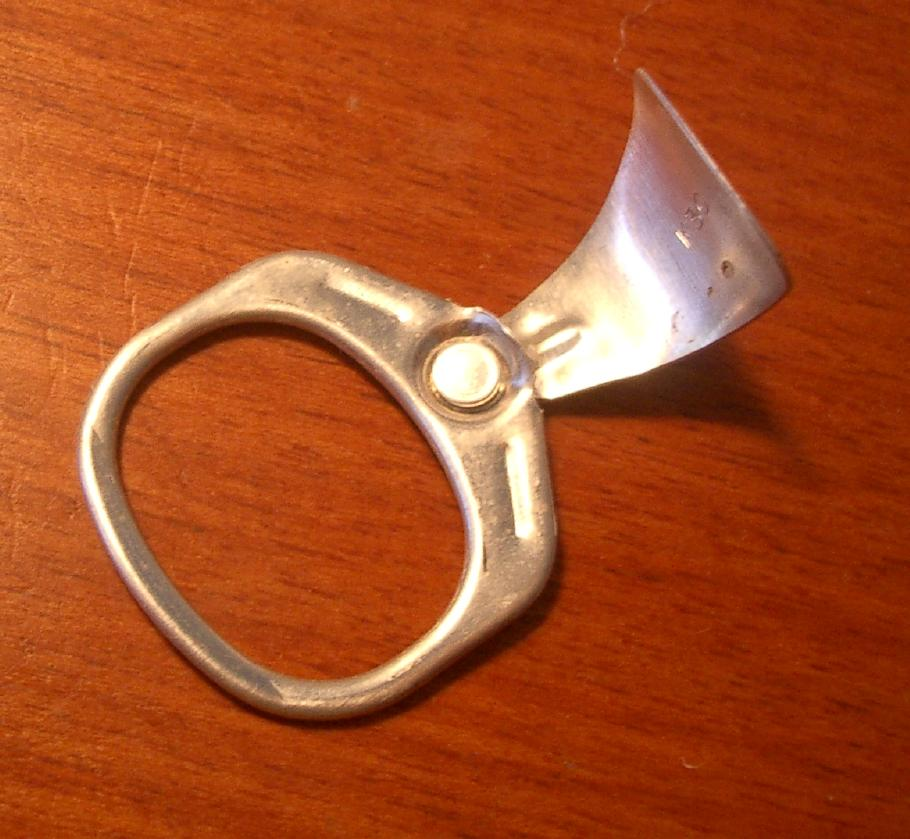
غطاء من عام 1970.

في عام 1959، تم إدخال الألومنيوم القابل لإعادة التدوير إلى السوق في 7 أوقية. حجم بواسطة شركة أدولف كورز. أيضًا في عام 1959، ابتكر ايرمال فيز طريقة فتح العلب التي ستسيطر على سوق المشروبات المعلبة. كان اختراعه «غطاء السحب». هذا ألغى الحاجة إلى أداة فتاحة منفصلة من خلال ربط ذراع سحب من الألومنيوم بمسمار في عروة في الجزء العلوي من العبوة. وقد تم وضع الحلقة في وسط القمة، مما أدى إلى فتح ممدود كبير بما يكفي ليخدم ثقب واحد في نفس الوقت للسماح للشراب بالتدفق أثناء تدفق الهواء. في عام 1959، أثناء نزهة عائلية، نسي السيد فرز إحضار فتاحة العبوات وأُجبرعلى استخدام رفرف السيارة لفتح عبوة  البيرة. ظل يفكر هذه الليلة أنه يجب أن يكون هناك طريقة أسهل، فتوصل إلى فكرة فكرة غطاء السحب (الغطاء الذي بسحبه تُفتح العبوة). العبوات ذات الغطاء الذي يسحب، أ، الغطاء الذي سُحب، يُطلق عليهم «بوب توبس» بالعامية. في أستراليا كانت هذه معروفة بالعامية باسم «خاتم سحب». في سبعينيات القرن العشرين، كانت الأغطية التي تُسحَب تحظى بشعبية واسعة، ولكن شعبيتها جاءت مع مشكلة كبيرة، حيث كان الناس يتجاهلون علامات السحب على الأرض على أنها نفايات، أو يسقطونها في العلبة ويخاطرون بالاختناق عليها. تم تناول كل من هذه المشاكل من خلال اختراع الغطاء الذي يًدفع. اُستخدمت في علب البيرة كوورس في منتصف السبعينيات، وكانت عبارة عن منطقة دائرية مرتفعة تم استخدامها بدلًا من أداة سحب الغطاء. لم تكن هناك حاجة لخاتم بدلا من ذلك، تم دفع نفطة الألومنيوم المرفوعة في العلبة، مع قطعة صغيرة غير مقيدة أبقت علامة الغطاء متصلة بعد دفعها بالداخل. لم يحظ الغطاء الذي يُدفع بشعبية كبيرة لأنهم في الوقت الذي حلوا مشكلة القمامة في الغطاء، فإنهم خلقوا خطرًا على السلامة حيث تعرض إصبع الشخص عند دفع الغطاء إلى العلبة على الفور إلى الحواف الحادة للفتح والجرح. كانت إحدى السمات غير العادية لعلب البيرة كورس  ذات الضغط المزدوج هي أن لديها غطاء بأداة دفع، أصغر، في الأعلى كفتحة لتدفق الهواء - راحة فقدت مع التبديل من الفتحة العلوية إلى الغطاء الذي يتم سحبه تم إدخال الغطاء الذي يُدفع إلى أستراليا في أوائل الثمانينيات وكان معروفًا محليًا باسم «بوب توبس».
حُلت مشاكل السلامة والقمامة في نهاية المطاف في وقت لاحق في 1970 مع اختراع دانيال كودزيك لـ«الغطاء» الغير قابل للإزالة. تم استبدال حلقة السحب بساق من الألومنيوم الصلب، واستبد الغطاء القابل للإزالة بغطاء يعمل بشكل مشابه للغطاء الذي يتم دفعه، ولكن لم تعد هناك حاجة إلى الفتحة المرفوعة، ستعمل الرافعة الحاملة الآن على القيام بوظيفة دفع الغطاء ليفتح ويدخل الجزء الداخلي من العلبة.
في عام 2008، تم تبني نسخة من العبوة الألومينيوم لتعبئة مشروب قهوة الكاربو من كوكاكولا. في عام 2004، اعتمدت شركة أنهايزر بوش زجاجة من الألمونيوم للاستخدام مع بيرة بودويسر بودلايت.

## الأحجام الأساسية
| الاونس السائل (للولايات المتحدة) | الاونس السائل ملكي | مل   |
| -------------------------------- | ------------------ | ---- |
| 33.8                             | 35.2               | 1000 |
| 19.2                             | 20.0               | 568  |
| 16.9                             | 17.6               | 500  |
| 16.0                             | 16.6               | 473  |
| 14.9                             | 15.5               | 440  |
| 12.7                             | 13.2               | 375  |
| 12.0                             | 12.5               | 355  |
| 11.8                             | 12.3               | 350  |
| 11.5                             | 12.0               | 341  |
| 11.2                             | 11.6               | 330  |
| 8.5                              | 8.8                | 250  |
| 8.0                              | 8.3                | 237  |
| 7.5                              | 7.8                | 222  |
| 6.8                              | 7.0                | 200  |
| 5.1                              | 5.3                | 150  |

### الحجم في البلدان
يتم استخدام الأحجام القياسية المختلفة في جميع أنحاء العالم.
أستراليا
في أستراليا، يمكن أن يكون الحجم القياسي للمشروبات الكحولية والغازية 375 مل. عادة ما يتم تقديم مشروبات الطاقة في أحجام 250 مل و 500 مل.
البرازيل
في البرازيل الحجم القياسي هو 355 مل.
نيوزيلاندا
في نيوزيلندا الحجم القياسي هو 355 مل، على الرغم من أن كوكا كولا اماتيل غيرت المشروبات المعلبة إلى 330 مل في عام 2017.
الصين
في الصين الحجم الأكثر شيوعا هو 330 مل.
يمكن أن يستشهد بالأبعاد في وحدات متريّة أو إمبريالية. تتم كتابة الأبعاد الإمبريالية لصناعة العبوات بوصات + سادس عشر من البوصة (على سبيل المثال "202" = 2 بوصة + 2).
أوروبا
في أوروبا، يمكن أن يكون المعيار 330 ملًا، ولكن منذ التسعينيات، أصبح حجم 250 مل بطيئًا. في الدول الأوروبية يمكن أن حجم 500 مل هو المعيار الثاني. غالبا ما يستخدم للجعة، سيدر ومشروبات الطاقة.
في المملكة المتحدة 440 مل يستخدم عادة للجعة ونبيذ التفاح.
في النمسا، عادة ما تباع مشروبات الطاقة بأحجام تتراوح من 200 إلى 330 مل.
هونغ كونغ
في هونغ كونغ معظم علب 330 مل.
الهند
في الهند علب القياسية هي 500 مل.
اليابان
في اليابان، الأحجام الأكثر شيوعًا هي 350 مل و 500 مل. العلب الكبيرة والصغيرة تباع أيضًا.
كوريا الجنوبية
في كوريا الجنوبية 250 مل علب هي الأكثر شيوعا للمشروبات الغازية. ومع ذلك، عندما يكون تناول الطعام خارج المنزل (مثل البيتزا أو الدجاج)، يمكن أن يكون مقاس 245 مل قصير هو المعيار. في الآونة الأخيرة، تتوفر على نحو متزايد حوالي 355 مل من العلب التي تشبه علب أمريكا الشمالية، ولكنها تقتصر في الغالب على كوكا كولا ودكتور بيبر. أخيرا، علب البيرة تأتي أيضًا في أشكال 500 مل.
ماليزيا وسنغافورة
في كل من ماليزيا وسنغافورة، العلب الأكثر شيوعا هي 300 مل للمشروبات غير الغازية و 325 مل للمشروبات الغازية. وتقتصر العلب الكبيرة سعة 330 مل / 350 مل على المشروبات المستوردة حيث تكلف عادة أكثر بكثير من المحلية.
باكستان
في باكستان الأحجام الأكثر شيوعًا هي 250 مل و 330 مل. تباع علب 200 مل.
أمريكا الشمالية
في أمريكا الشمالية، يمكن أن يكون الحجم القياسي 12 أوقية فلوريدا أو 355 مل. يمكن أن يصل معيار الولايات المتحدة إلى 4.83 بوصة، وقطر 2.13 بوصة في الغطاء، وقطر 2.60 بوصة في أوسع نقطة في الجسم. تتوفر أيضًا علب 16 أوقية تعرف باسم «باوندرز»، وعلب 24 أوقية أو أكبر يشار إليها باسم الأولاد طوال القامة.
في كندا، كان الحجم القياسي في السابق 10 وحدات إمبراطورية (284 مليلتر)، أعيد تعريفها لاحقا ووُصفت بـ 280 مل في حوالي عام 1980. كان هذا الحجم شائع الاستخدام مع علب شراب الفولاذ في السبعينات وأوائل الثمانينات. ومع ذلك، فقد تم توحيد حجم المعيار الأمريكي 355 مل في الثمانينيات والتسعينيات، عند التحويل من الفولاذ إلى الألمونيوم. وتباع بعض المشروبات مثل نيستي في علب سعة 341 مل. في كيبيك بحلول عام 2015، تم إضافة معيار جديد للمشروبات الغازية حيث أن العديد من متاجر البقالة الهامة لا تبيع الآن سوى علب من جميع المشروبات الغازية الرئيسية في ست علب من علب سعة 222 مل بدلًا من 341 مل الأصلية. بدأت العديد من المتاجر في بيع «علب صغيرة» بسعة 310 مل في أواخر عام 2015
جنوب أفريقيا
العلب الاساسية في جنوب أفريقيا هي 330 مل (انخفض في أوائل عام 2000 من 340 مل إلى الأعلى في كل مكان) والحجم الترويجي هو 440 مل. هناك أيضًا 500 مل يمكن. ويمكن استخدام أصغر 200 مل ل «خلاطات» مثل المنشط أو المياه الغازية. لديها قطر أصغر من العلب الأخرى.
الشرق الأوسط
علب الشرق الأوسط الأساسية 330 مل.

## التركيب

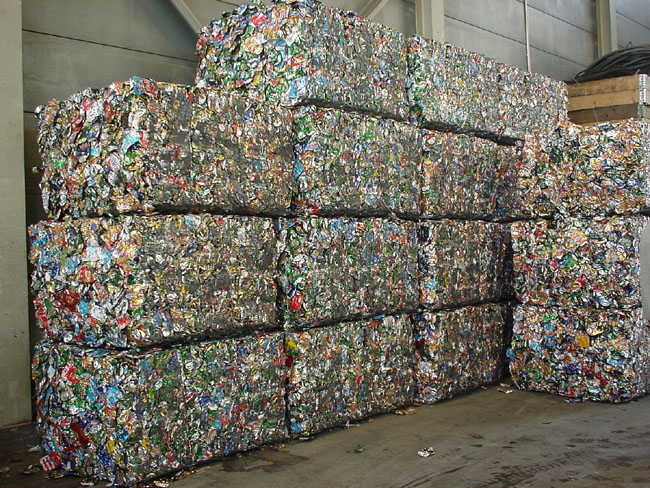
علب الألمنيوم مضغوطة في قوالب لإعادة تدويرها.

تصنع معظم علب المشروبات المعدنية المصنعة في الولايات المتحدة من الألومنيوم، في حين أن في من أجزاء أوروبا وأسيا 55 بالمائة منها مصنوعة من الفولاذ و45 بالمائة من سبائك الألومنيوم. العلب المعدنية غالبًا ما تكون مصنوعة من الألومنيوم. الألومنيوم المستخدم في الولايات المتحدة وكندا هي سبيكة ألومنيوم تحتوي على 92.5٪ إلى 97٪ ألومنيوم، <5٪ مغنسيوم، <1.6٪ من المنجنيز، <0.15٪ كروم وبعض الكميات الخفيفة من الحديد والسيليكون والنحاس وفقًا لـ MSDS من شركة ألومنيوم الوكا وتشمل السبائك المستخدمة 3004، 3105، أو غيرها من الألومنيوم سلسلة 3xxx / 5xxx.
عبوة الألومنيوم الفارغة تزن حوالي نصف أونصة (14.2 جرام). هناك 34 علبة ألومنيوم 12 أونس فارغة إلى رطل أو 70 إلى كيلوغرام.
في أجزاء كثيرة من العالم، يمكن استرداد الوديعة عن طريق تحويل الحاويات البلاستيكية والزجاجية والألومنيوم الفارغة. تجار المعادن الخردة غالبا ما يشترون علب الألومنيوم بكميات كبيرة، حتى عندما لا يتم تقديم الودائع. الألومنيوم هو واحد من أكثر المواد الفعالة من حيث التكلفة لإعادة التدوير. عندما يتم إعادة تدويرها دون خلط أي معادن أخرى، تركيبة العبوة - الغطاء مثالي لإنتاج مخزون جديد للجزء الرئيسي من العلبة - حيث يتم تعويض فقدان المغنيسيوم أثناء الذوبان بسبب محتوى الماغنسيوم العالي في الغطاء. أيضًا، يتطلب الحد من الخامات مثل البوكسيت في الألومنيوم كميات كبيرة من الكهرباء، مما يجعل إعادة التدوير أرخص من إنتاج معدن جديد.
يتم تغليف علب الألومنيوم داخليًا لحماية الألومنيوم من الأكسدة. على الرغم من هذا الطلاء، يمكن أن تتحلل كميات ضئيلة من الألومنيوم في السائل، فإن الكمية تعتمد على عوامل مثل درجة حرارة التخزين والتركيبة السائلة. يمكن أن تشتمل المركبات الكيميائية المستخدمة في الطلاء الداخلي على أنواع إيبوكسي الراتنجات.
من أجل تحقيق الألومنيوم الأولي للتصنيع، يتم تحويل البوكسيت إلى الألومينا من خلال عملية باير. بعد هذه العملية، يمكن استخراج الألومنيوم من الألومينا. في وقت لاحق، يمر من خلال عملية تسمى صب الألومنيوم وصب السبائك. ببساطة، تتطلب هاتان المرحلتان من الألومنيوم الخضوع لدرجة حرارة عالية للغاية وحمام عالي الطاقة. بعد هذه العملية هو اللف الساخن واللف البارد. ويتم ذلك في نهاية المطاف لإلقاء علبة الألومنيوم في الشكل لمزيد من المعالجة. وأخيرًا، يتم تنفيذ عملية «الكي» التي تشكل شكل العلبة.

## ملء العبوات
تملأ العبوات قبل وضع الغطاء. يجب أن تكون عمليات الملء والختم سريعة للغاية ودقيقة. جهاز التعبئة يحدد مركز العبوة عن طريق ضغط الهواء، يطهر الهواء، ويسمح بتدفق الشراب لأسفل جوانب العلبة. يوضع الغطاء على العلبة، ثم يتم وضعه في عمليتين. يقوم رأس الجهاز بتغطية الغطاء من الأعلى بينما تقوم بكرة الالتصاق على الجانب بتجعيد حافة الغطاء حول حافة جسم الصندوق. يدور الرأس واللفافة في دائرة كاملة لإغلاقها بالكامل. ثم تعمل بكرة الضغط ذات المظهر الجانبي المختلف على دفع الحافتين معًا تحت الضغط لعمل غلق محكم. عادة ما تحتوي العلب المعبأة على غاز مضغوط في الداخل، مما يجعلها قاسية بما يكفي لسهولة التعامل معها.

## عملية التصنيع
يتم إنتاج العلب الحديثة بشكل عام من خلال عملية التشكيل البارد الميكانيكية التي تبدأ بثقب مسطح فارغ من الصفائح المدرفلة على البارد. هذه الورقة هي عادة سبيكة 3104-H19 أو 3004-H19، وهي عبارة عن الألومنيوم مع حوالي 1٪ من المنجنيز و 1٪ من المغنسيوم لإعطائه القوة والقابلية للتشكيل. يتم تشكيل الفراغ المسطح لأول مرة في كوب يبلغ قطره حوالي ثلاث بوصات. ثم يتم دفع هذا الكوب من خلال عملية تشكيل مختلفة تسمى «الكي» والتي تشكل العلبة. يتم تشكيل الجزء السفلي من العلبة أيضًا في هذا الوقت. يتشوه المعدن القابل للطي في شكل العلبة المفتوحة. مع التكنولوجيا المتطورة للقوالب وآلات التشكيل، يكون جانب العلبة أقل بكثير من المناطق العلوية والسفلية، حيث يتطلب الصلابة.
يتم دمغ الأغطية السادة (المعروفة باسم القشرة) من لفائف من الألومنيوم، عادة ما تكون سبيكة 5182-H48، ويتم نقلها إلى مكبس أخر لتحويلها إلى نهايات سهلة الفتح. يُعرف هذا المضغط  باسم مكبس التحويل الذي يشكل زر برشام متكامل في الغطاء ويخدش الفتحة، بينما يتشكل في نفس الوقت علامات الغطاء الذي يُسحب في قالب آخر من شريط منفصل من الألومنيوم.

## تقنيات الفتح

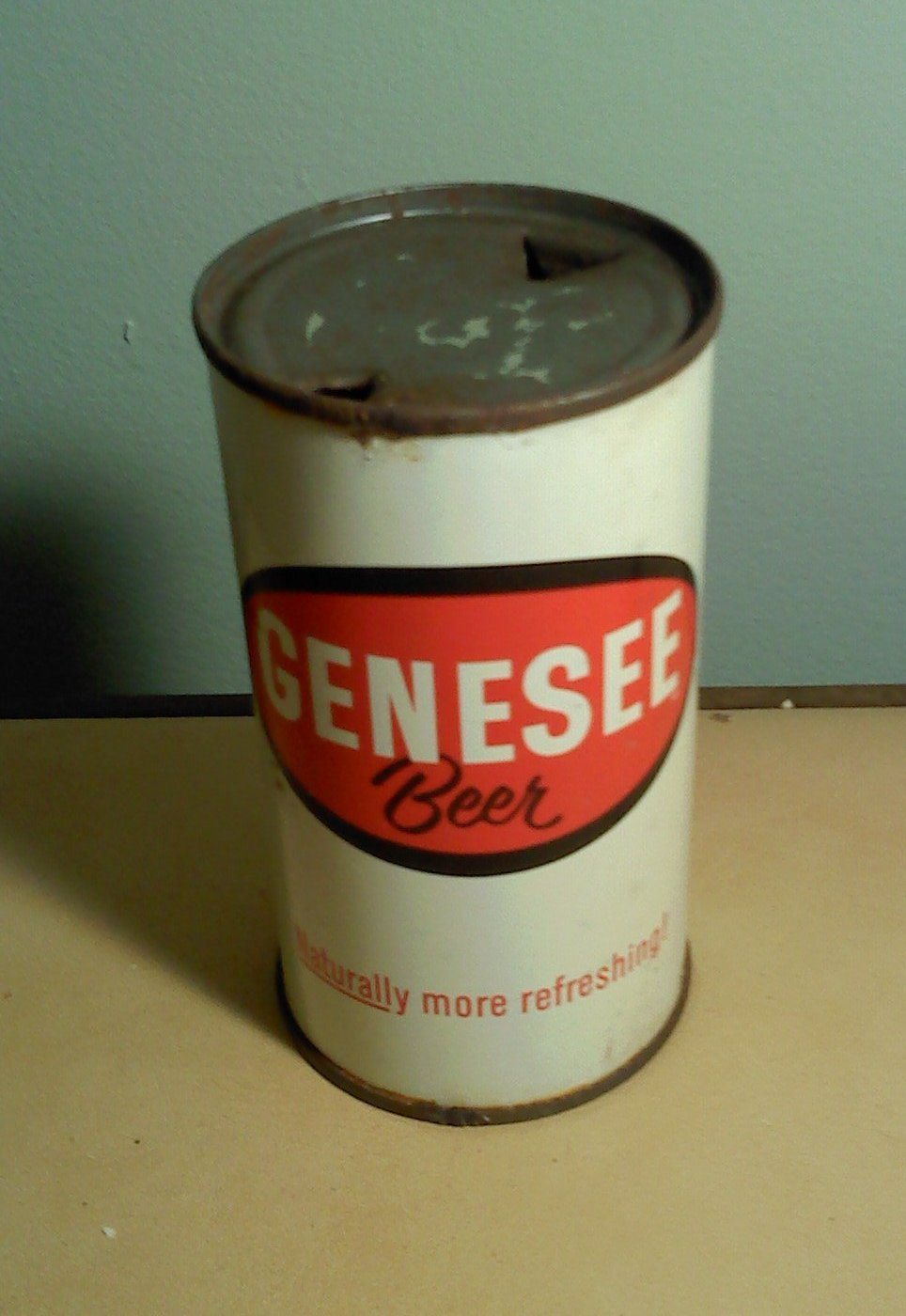
عبوة مشروبات مثقوبة بإحدى أدات فتح العلب.

علب المشروبات المعدنية المبكرة لم يكن لديها أغطية يمكن سحبها. تم فتحها بمثقاب العبوات، وهو جهاز يشبه فتاحة الزجاجات بنقطة حادة. كان يتم فتح العلبة من خلال ثقب ثقبين مثلثين في الغطاء - فتحة كبيرة للشرب، والثانية (أصغر) لمرور الهواء.
في وقت مبكر من عام 1922، كان المخترعون يتقدمون بطلبات للحصول على براءات اختراع على العلب ذات الأغطية التي يتم سحبها، ولكن تقنية الوقت جعلت هذه الاختراعات غير عملية.  شهدت التطورات اللاحقة نهايات العلبة المصنوعة من الألومنيوم بدلًا من الفولاذ.
عادة ما تكون عبوات المشاريب في علب كرتون مقوى مختومة، أو صناديق من الورق المقوى المموج، أو صواني مغطاة بأغشية بلاستيكية. يجب التحكم في نظام التوزيع والتعبئة الكاملة لضمان النقاء.

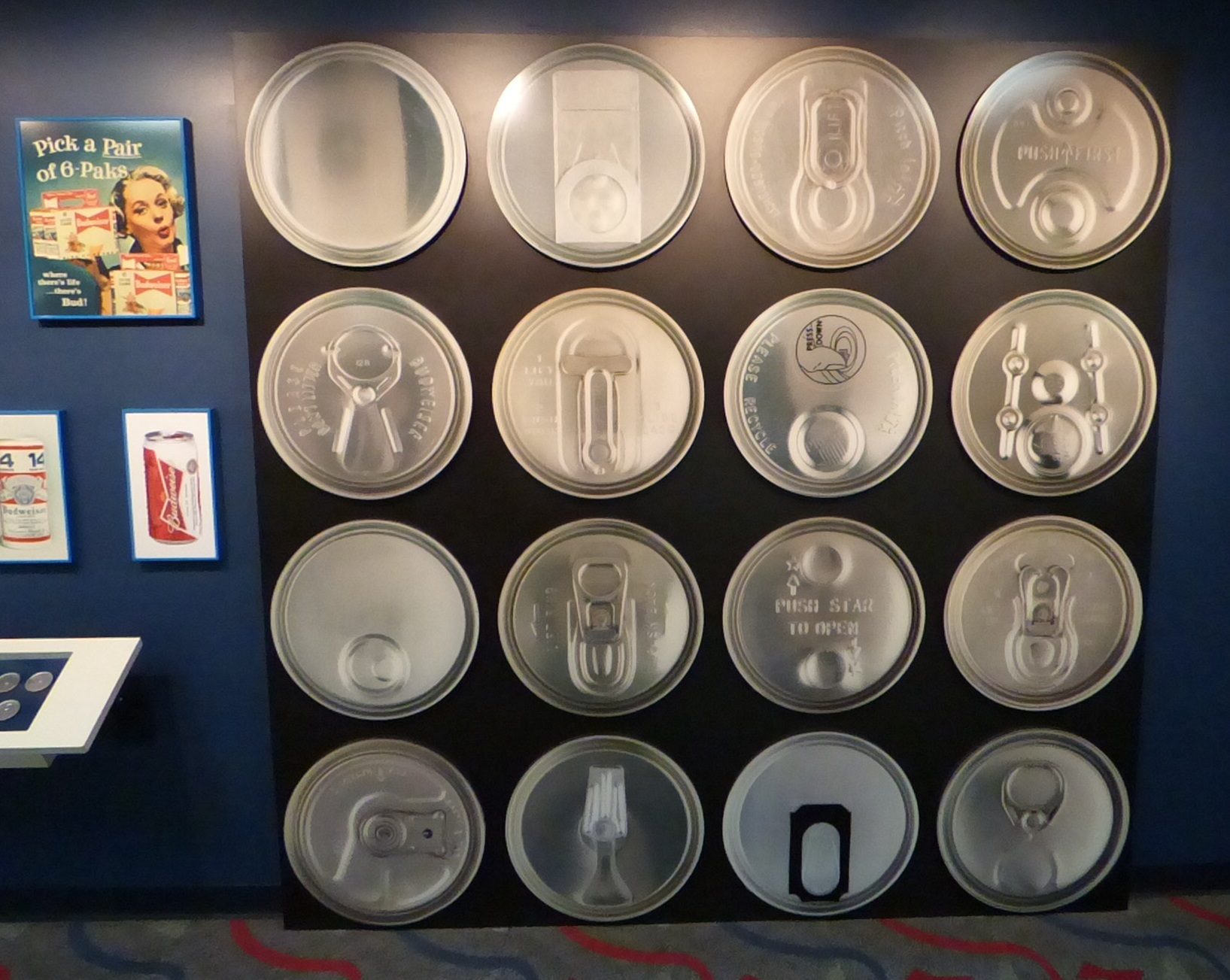
عرض لغطاء الـ"بوب" لعبوات البيرة في مصنع الجعة بودويسر.

### مقبض البوب
أخترع ميكولاج كونداكو وجيمس وند من جزير الرعد، اونتاريو، في كندا إصدار من عبوات المشروبات به الغطاء الذي يتم سحبه للفتح في أو قبل عام 1951 (براءة الاختراع الكندية 476789). ثم، في عام 1962، اخترع ايرمال كليون فريز (1913-1989) من دايتون، أوهايو، الولايات المتحدة، اخترع مسمار متكامل متماثل وأصدر الغطاء الذي يتم سحبه. التي كان لها حلقة تعلق على مسمار للسحب، والتي من شأنها أن تؤتي ثمارها تماما ليتم التخلص منها. وقد حصل على براءة الاختراع الأمريكية رقم 3,349,949 لتصميمه في عام 1963 وقام بترخيص اختراعه لشركة الكوا وبيتسبرج، حيث قدم هذا الأخير التصميم لأول مرة على علب البيرة ايرون سيتي. أول المشروبات الغازية التي تباع في علب الألومنيوم كانت الكولا ارسي والكولا الدايت رايت، وكلاهما من صنع شركة رويال كراون كولا، في عام 1964.
الأغطية التي تُسحب انتهت بسهولة. في عام 1976 لاحظت مجلة الجمعية الطبية الأمريكية حالات الأطفال الذين يبتلعون الاغطية التي انقطعت وسقطت في العلبة. واستخدمت أيضًا الأغطية التي تسحب كاملة في بعض علب النفط وتستخدم حاليا في بعض علب الحساء، أغذية الحيوانات الأليفة، كرة التنس والمكسرات والعلب الأخرى.

النمط القديم للغطاء الذي يُسحَب في استخدامها على علبة من بيرة تسينجتاو في بكين ، الصين في عام 2009

### الغطيان التي تبقى
في عام 1975، قام دانيال ف. كودزيك، وهو مهندس في شركة رينولدز ميتالز، بتقديم طلب براءة اختراع للتصميم من أجل «غلق نهاية الحاوية» وأصبح هذا فيما بعد يعرف باسم «ستا تاب». عندما بدأ في عام 1975، على بيرة مدينة فولز، وبسرعة، مشروبات أخرى، كانت هناك فترة أولية لاختبار المستهلك والتعليم. حصلت كودزيك في وقت لاحق على براءات الاختراع لهذا «الجدار سهل فتح» (الولايات المتحدة 3967752، أصدر 1976-07-06 الولايات المتحدة 3967753، صدر 1976-07-06). أيدت صحة هذه البراءات في التقاضي اللاحق.
اخترع «إيرمال فريز» و «عمر براون» تصميم «بيئة سهلة الفتح». وقد تم تقديم طلب البراءة أيضًا في عام 1975. ويستخدم هذا التصميم، مثل كودزيك، غطاء منفصل متصل بالسطح العلوي كـرافعة لخفض جزء من الغطاء المسجل، والذي ينثني تحت الجزء العلوي من العلبة وخارجها الفتحة الناتجة، وبالتالي تقليل الإصابات والنفايات على جانب الطريق الناجمة عن الغطاء القابل للإزالة. عبوات مثل «حلقة السحب المحفوظة» حلت محل الغطيان التي يتم سحبها في المملكة المتحدة في عام 1989 للمشروبات الغازية و 1990 لالمشروبات الكحولية.

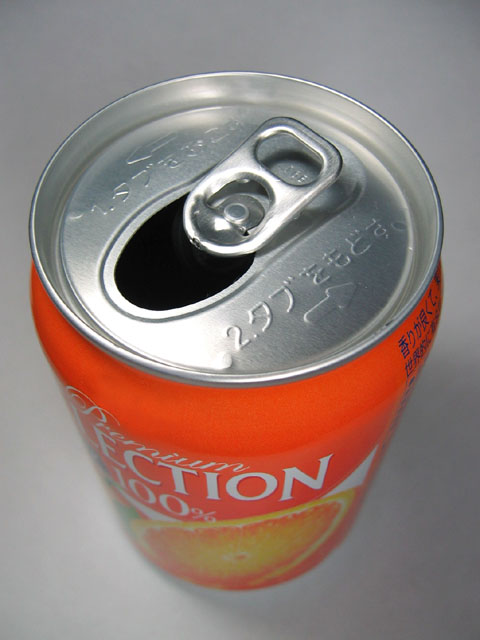
الحجم ا"لأساسي" لعبوات المشروبات، الذي كان شائعًا في المشروبات الغازية الأمريكية.

### الفم الواسع
أحد التعديلات الأخيرة فب تصميمات عبوات المشروبات هو إدخال عبوة «فم واسع» في أواخر التسعينيات. تمتلك شركة اميريكان كان، وهي الآن جزء من ريكسام، وشركة كورس بريوينج، براءة اختراع لتصميم الفم الواسع (رقم D385،192) [26] منذ عام 1997. وهناك شركات أخرى لديها تصميمات مماثلة للفم الواسع. شركة بول كوربوريشان من عام 2008 لديها أنبوب تهوية للسماح بتدفق الهواء المباشر إلى داخل يمكن أن تقلل من كمية الجولب أثناء الصب.

### نهاية المشروبات المستدامة
تم تصميم سوبر اند (نهاية خارقة) من كراون هولدينجز الذي تم إطلاقه في عام 2000 لاستخدام نسبة اقل بـ 10٪ من المعدن في الإنتاج عن المقاييس الأساسية.

### عبوة الضغط على الزر
كان أحد الاختلافات هو عبوة الضغط على زر، الذي ظهر فيه زرين قبل القطع - أحدهما صغير والآخر كبير - في أعلى العلبة يمكن غلقهما بغشاء بلاستيكي. كانت هذه الأزرار مغلقة من قبل الضغط الخارجي لمشروب الغازي. سيفتح المستهلك العلبة عن طريق الضغط على الزرين، مما يؤدي إلى وجود فتحتين. يعمل الثقب الصغير كمنفذ للتخفيف من الضغط الداخلي بحيث يمكن الضغط على الزر الأكبر لأسفل لإنشاء الفتحة المستخدمة لاستهلاك الشراب. يمكن للمستهلكين أيضًا بسهولة قطع أنفسهم على حواف الثقوب أو جعل اصابعهم عالقة.
استخدمت شركة بيبسي عبوات الضغط على الزر في كندا من السبعينيات إلى الثمانينيات وكورس في السبعينيات. ومنذ ذلك الحين تم استبدالها بالأغطية التي يتم سحبها. أُستخدمت في أستراليا، كانت معروفة محليًا باسم «بوب توبس»، للمشروبات الغازية في أوائل الثمانينيات.

### نهايات العبوة ذات الفتحة الكاملة
هناك تغيير آخر في عبوات المشروبات وهو «نهاية الفتحة الكاملة»، حيث يمكن إزالة الغطاء بالكامل - تحويل علبة الألومنيوم إلى كوب. قامت كراون هولدينجز أولًا بتصميم «النهاية 360» لاستخدامه من قبل ساب ميلر في كأس العالم لكرة القدم 2010 في جنوب أفريقيا. وقد استخدمها انهيوسير باتش في الصين والبرازيل وشركة سلاي فوكس في الولايات المتحدة.

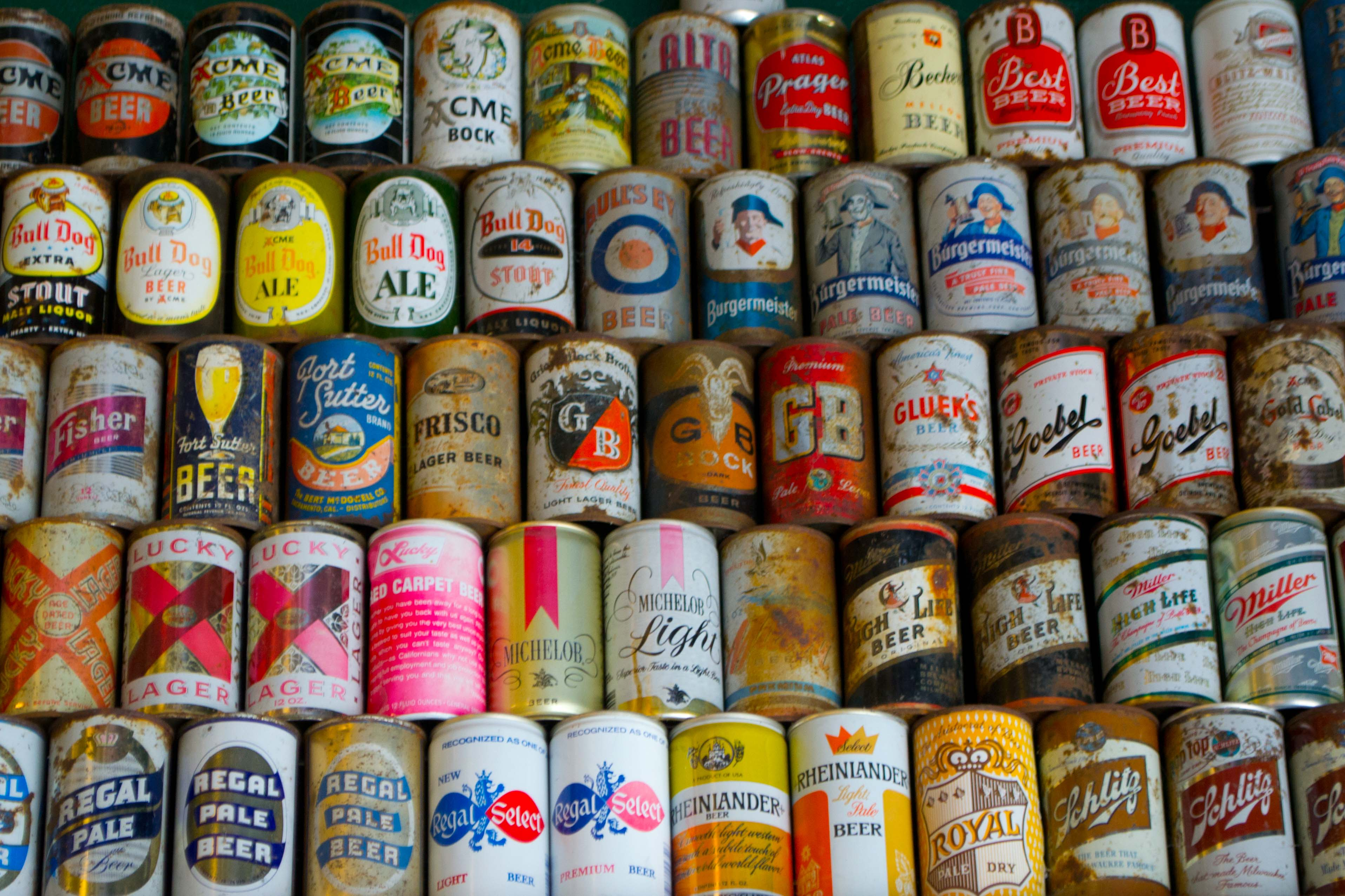
مجموعة من علب المشروبات في دانصمور، كاليفورنيا.

### غطاء قابل لإعادة للإغلاق
هناك تغيير آخر على الشراب يمكن أن يكون له غطاء قابل للإغلاق. تم استخدام إصدار براءة اختراع من قبل كوجيتو كان في فرنسا من قبل كازينو جروب، سلسلة البقالة الفرنسية لمشروب الطاقة الخاص به.

## التجميع
يمكن أن يكون تجميع البيرة عبارة عن موضة عابرة بسيطة في أواخر السبعينات والتسعينات. ومع ذلك، تضاءلت الهواية بسرعة في شعبيتها. كان بائعي بيرة أمريكا، منظمة  تأسست في عام 1970، تدعم الهواية، ولكن أعادت تسمية نفسها الآن ببرو كولكشن كلوب أوف أمريكا لتكون أكثر حداثة.
في أواخر عام 2009، بلغت العضوية في نادي المقتنيات في أمريكا الشمالية 3570، بعد أن كانت 11954 في ذروتها عام 1988. وكان 19 فقط من الأعضاء تحت سن الثلاثين، وارتفع متوسط أعمار الأعضاء إلى 59 عامًا.